# 하슬레 바이 부르크도르프
하슬레 바이 부르크도르프독일어: (Hasle bei Burgdorf)는 스위스 베른주의 에멘탈구에 있는 자치체이다.

## 역사
정착지 위티겐(Utingun), 고머킨덴(Comirichingun), 비겔(Pigiluna) 및 추가 촌락은 894년 장크트갈렌 수도원에 기증되자마자 처음 언급되었다. 그러나 Hasel은 1225년에 Hasela로만 언급되었다. 그 이후로 이 마을은 Hasle(1261), Hassly(1531), Hassle(1574)로 불렸다. 이름은 개암나무를 의미하는 고대 독일어 단어 hasal로 거슬러 올라갈 수 있다.
중세 시대 하슬레는 그라샤프트 키부르크의 일부였다. 1384년부터 베른이 통치했다. 1525년에 마을은 마을 시장 부르크도르프의 사무실의 일부가 되었다. 1798년 앙시앵 레짐이 붕괴된 후 헬베티아 공화국 동안 하슬레는 부르크도르프구의 일부가 되었다. 1803년부터 그것은 부르크도르프의 오버엠트의 일부였으며, 1831년에 구역(Amtsbezirk)이 되었다.

## 지리
하슬레 바이 부르크도르프의 면적은 21.89k㎡이다. 이 면적 중 12.87k㎡ (58.8%)가 농업용으로 사용되는 반면 7.12k㎡ (32.5%)는 삼림이다. 나머지 토지 중 1.68k㎡ (7.7%)가 정착(건물 또는 도로), 0.19k㎡ (0.9%)가 강이나 호수이고, 0.01k㎡ (0.0%)는 불모지이다.
건축면적 중 주택과 건물이 3.3%, 교통인프라가 3.2%를 차지했다. 산림면적의 30.7%는 삼림이 무성하고 1.8%는 과수원이나 작은 나무 군락으로 덮여 있다. 농경지 중 22.5%는 작물 재배에 사용되며, 34.1%는 목초지로, 2.2%는 과수원이나 덩굴 작물에 사용된다. 시정촌의 모든 물은 흐르는 물이다.
시정촌은 570~900미터 높이의 에메강과 비겐 계곡과 비엠바흐 계곡에 위치해 있다. 하슬레, 골드바흐, 샤프하우젠, 비엠바흐 마을과 함께 작은 마을과 농가로 구성되어 있다.
하슬레 바이 부르크도르프는 지역 수도 부르크도르프의 남동쪽 직선 거리로 5km에 위치해 있다. 그것은 더 높은 스위스 고원의 몰라세 언덕에 있는 에메강의 좌안에 있는 범람원의 에멘탈에 있다.
시정촌의 북동쪽 경계는 에메강을 따라 이어진다. 주요 정착 지역은 강바닥보다 약 20미터 높은 범람원과 암석 테라스이다. 하슬레 바이 부르크도르프 옆 지역에서 에멘탈은 너비가 약 1~2km이다. 남서쪽과 남쪽에서 다른 4개의 계곡(비엠바흐탈, 비겐탈, 탈그라벤 및 골드바흐탈)이 에멘탈에서 만난다. 비엠바흐탈의 거의 전체 유역은 하슬레 바이 부르크도르프에 속하며, 다른 계곡은 더 낮은 부분만 지자체에 있다.
시정촌의 전체 남쪽과 서쪽 부분은 에멘탈과 아레탈 사이의 몰라세 언덕으로 덮여 있다. 이 풍경은 언덕 마루와 계곡과 도랑이 특징이며, 이는 종종 매우 가파르기 때문에 토지를 농업적으로 사용하기가 매우 어렵다. 따라서 언덕은 특정 높이의 목초지와 숲이 지배한다. 언덕의 평균 높이는 해발 800미터에 이른다. Wägesse에서 비엠바흐탈과 Widimattgraben 사이의 넓은 산마루 - 또 다른 계곡 - 하슬레 바이 부르크도르프에서 가장 높은 지점은 해발 918미터에 도달한다.
2009년 12월 31일에 시정촌의 이전 구역인 부르크도르프구가 해산되었다. 다음 날 2010년 1월 1일에 새로 설립된 에멘탈구에 합류했다.

## 인구통계
2020년 12월 기준, 하슬레 바이 부르크도르프의 인구는 3,302명이다. 2010년 기준으로 인구의 5.4%가 거주 외국인이다.. 2000년부터 2010년까지 지난 10년 동안 인구는 4.4%의 비율로 변화했다. 이민은 2.9%, 출생과 사망은 1.7%를 차지했다.
2000년 기준, 인구 대부분인 2,827명(95.9%이 독일어를 모국어로 사용하고, 세르보-크로아티아어가 24명(0.8%)으로 두 번째로 많이 사용하고, 알바니아어가 13명(0.4%)으로 세 번째로 사용된다. 프랑스어를 할 줄 아는 사람은 7명, 이탈리아어를 할 줄 아는 사람은 9명이다.
2008년 기준으로 인구는 남성 49.8%, 여성 50.2%이다. 인구는 1,455명의 스위스 남성(인구의 46.9%)과 90명(2.9%)의 비스위스계 남성으로 구성되었다. 스위스 여성은 1,483명(47.8%), 비스위스계 여성은 77명(2.5%)이었다. 시정촌 인구 중 1,020명(약 34.6%)이 하슬레 바이 부르크도르프에서 태어나 2000년에 그곳에서 살았다. 같은 주에서 태어난 1,383명(46.9%)이 있었고, 다른 곳에서 태어난 240명(8.1%)이 있었다. 스위스에서, 그리고 195명(6.6%)가 스위스 밖에서 태어났다.
2010년 기준으로 아동·청소년(0~19세)이 21.9%, 성인(20~64세)이 60.4%, 노인(64세 이상)이 17.7%를 차지한다.
2000년 기준으로 시정촌에 미혼이거나, 독신인 사람은 1,237명이다. 기혼자는 1,407명, 미망인은 192명, 이혼한 사람은 112명이었다.
2000년 현재 1인 가구는 347가구, 5인 이상 가구는 119가구이다. 2000년에는 총 1,142채(전체의 88.2%)가 상설 임대되었으며, 90채(6.9%)가 계절적 임대, 63채(4.9%)가 비어 있었다. 2010년 기준 신규주택 건설률은 인구 1000명당 8.4세대이다. 2011년 시정촌 공실률은 0.39%였다.
역사적 인구는 다음 차트에 나와 있다.

## 볼거리
하슬레의 개신교 교회는 중세 건축으로 거슬러 올라가지만, 1678년에서 1680년 사이에 바로크 양식으로 재건되었다. 그러나 후기 고딕 양식의 프레스코는 보존되었다.

### 국가 중요 문화재

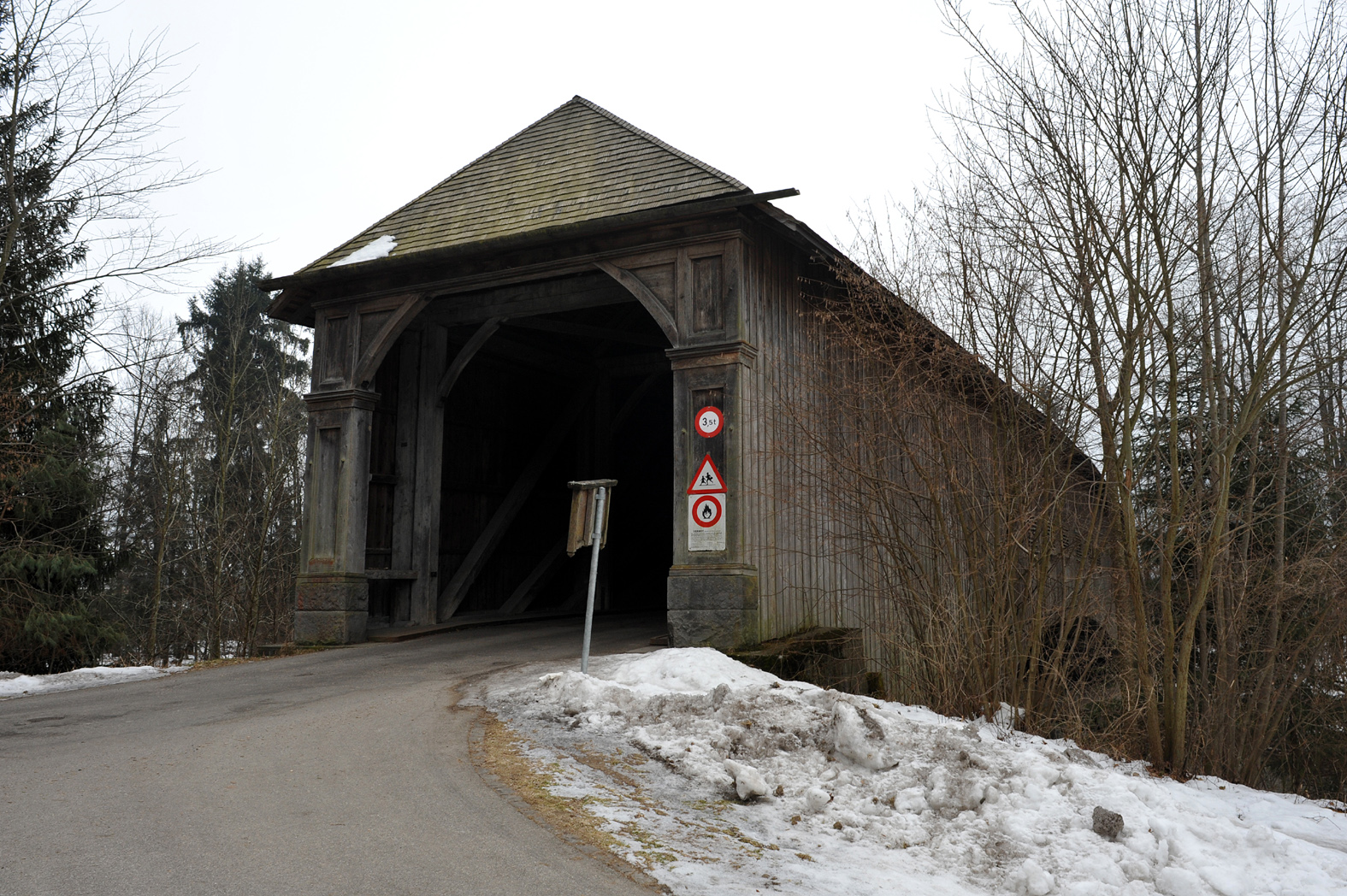
나무 다리

하슬레-뤼에크자우 목교는 국가적으로 중요한 스위스 문화 유산으로 등록되어 있다. 골드바흐 마을과 비겔의 작은 마을은 모두 스위스 유산 목록의 일부이다.

## 정치
2011년 연방 선거에서 가장 인기 있는 정당은 34.9%의 득표율을 기록한 스위스인민당(SVP) 이었다. 그 다음으로 인기 있는 3개 정당은 스위스 보수당(BDP) (20.3%), 스위스 사회민주당 (13.1%), 스위스 복음주의인민당(EVP) (7.4%)이었다. 이번 연방선거에서는 총 1,099표를 던졌고 투표율은 44.6%였다.

## 경제
19세기 후반까지 하슬레 바이 부르크도르프는 주로 농업 마을이었다. 그러나 무역과 산업은 지자체에서 매우 일찍 발전했다. 19세기에 이곳에 모자 공장, 방직 공장, 양조장이 세워졌다.
그럼에도 불구하고 하슬레 바이 부르크도르프는 여전히 주로 농업, 특히 낙농업과 축산업에서 살고 있다. 그러나 경작과 과일 재배도 있다.
2011년 현재 하슬레 바이 부르크도르프의 실업률은 1.81%이다. 2008년 기준으로 시정촌에 고용된 사람은 총 1,115명이다. 이 중 1차 경제 부문에 291명이 고용되었고, 이 부문에 약 97개 기업이 참여했다. 352명이 2차 부문에 고용되었고, 이 부문에 37개의 기업이 있었다. 472명이 3차 부문에 고용되었으며, 이 부문에는 68개의 기업이 있다.
2008년에는 총 858개의 정규직에 상응하는 일자리가 있었다. 1차 부문의 일자리 수는 190개였으며, 모두 농업에 있었다. 2차 부문의 일자리 수는 324개로 그 중 제조업이 159개(49.1%), 광업이 88개(27.2%), 건설이 75개(23.1%)였다. 3차 부문의 일자리 수는 344개였다. 도소매업 102개(29.7%), 자동차 수리 84개(24.4%), 호텔·레스토랑 35개(10.2%), 정보산업 6개(1.7%) 등, 5개(1.5%)는 보험 또는 금융 산업, 18 또는 5.2%는 기술 전문가 또는 과학자, 23개(6.7%)는 교육, 33개(9.6%)는 의료 분야였다.
2000년 기준 시정촌으로 출퇴근하는 근로자는 516명, 출퇴근 근로자는 1,054명이었다. 지자체는 근로자의 순수출 지자체이며, 들어오는 1명당 약 2.0명의 근로자가 지자체를 떠나고 있다. 근로 인구의 15%는 대중교통을 이용하여 출근했고 53.1%는 자가용을 이용했다.

## 종교
2000년 인구 조사에서 로마 가톨릭 신자는 118명(4.0%)이고, 스위스 개혁 교회는 2,411명(81.8%)이었다. 나머지 인구 중 정교회 교인은 28명 (0.95%)이었고, 다른 기독교 교인은 201명(6.82%)이었다. 유대인은 3명(0.10%), 이슬람교는 59명(2.00%)이었다. 불교 1명, 힌두교 47명이었다. 96명(인구의 약 3.26%)이 교회에 속하지 않았거나 불가지론자이거나 무신론자, 84명(2.85%)이 질문에 대답하지 않았다.

## 교육
하슬레 바이 부르크도르프에서는 인구의 약 1,215명(41.2%)이 비필수 고등 중등 교육을 이수했으며, 258명(8.8%)이 추가 고등교육(대학 또는 [[응용학문대학[[)을 마쳤다. 고등 교육을 마친 258명 중 71.3%가 스위스 남성, 22.9%가 스위스 여성, 4.3%가 비스위스계 남성이었다.
베른주 학교 시스템은 1년의 의무 없는 유치원, 6년의 초등학교를 제공한다. 이후 3년 동안의 의무적 중학교 과정을 거쳐 학생을 능력과 적성에 따라 구분한다. 중학교 이하 학생들은 추가 학교에 다니거나 견습생으로 들어갈 수 있다.
2009-10학년도 동안 하슬레 바이 부르크도르프의 수업에 총 270명의 학생이 참석했다. 시정촌에는 총 58명의 학생이 있는 3개의 유치원 수업이 있었다. 유치원생 중 5.2%는 스위스의 영주권 또는 임시 거주자(시민권 아님)였으며, 8.6%는 교실 언어와 다른 모국어를 사용한다. 지자체에는 10개의 초등 학급과 180명의 학생이 있었다. 초등 학생 중 3.9%는 스위스의 영주권 또는 임시 거주자(시민권 아님)였으며, 7.8%는 교실 언어와 다른 모국어를 사용한다. 같은 해에 총 32명의 학생이 있는 2개의 중학교가 있었다. 스위스의 영주권자 또는 임시 거주자(시민권 아님)가 3.1%이고 9.4%가 교실 언어와 다른 모국어를 사용한다.
2000년 현재, 하슬레 바이 부르크도르프에는 다른 지자체에서 온 133명의 학생이 있었고 123명의 거주자는 지자체 외부의 학교에 다녔다.

## 교통
지자체에는 하슬레-뤼에크자우와 샤프하우젠 임 에멘탈의 두 기차역이 있다. 전자는 부르크도르프-툰선과 졸로투른-랑나우선의 교차점에 있으며, 툰, 코놀핑엔, 졸로투른, 랑나우 및 주미스발트-그뤼넨까지 정기적으로 운행한다.